# Туфик
Туфик (арабски توفيق) е арабско мъжко име. Еврейският еквивалент на името е (иврит תוביק) Товик или Тувик. И двете имена произхождат от древния семитски корен, който означава „добър“, „успех“, „Бог е добър с теб“, „помиряване“ или „добро състояние“. Също така е възможно да се използва като фамилно име. Името има много правописни варианти на латиница някои от тях са: Toufic, Toufik, Toufick, Tofik, Tofic, Tofick, Tovik, Tovic, Tovick, Touvik, Toviq, Tufic, Tufik, Tufick, Tuvik, Tuvic, Tuvick, Tuviq, Taufic, Taufik, Taufick, Tawfiq, Tawfik, Tawfic, Tawfick, Tewfik и Tefik.
- „Туфик“ и „Товик“ са сходни по смисъла с „Тобиас“.

## Известни личности с името Туфик
- Туфик Бенедиктус „Бени“ Хин
- Уалид Туфик
- Туфи Дуек
- Товик Либерман
- Тувик Бекер